# Jean-Marie Louis Marseille
Pour les articles homonymes, voir Marseille (homonymie).
Jean-Marie-Louis Marseille (aussi connu sous le nom de père Ludovic Marseille) est un prêtre assomptionniste français né le 27 septembre 1877 à Nîmes et mort le 10 février 1964 à Paris.

## Biographie

### Jeunesse et formation
Jean-Marie Louis Marseille est né le 27 septembre 1877 au 14, rue de Bouillargues à Nîmes. Son père est sacristain à la cathédrale. Après avoir commencé ses études à Nîmes, il fera son petit séminaire diocésain de Beaucaire où il termina ses études philosophiques en 1896. Il se dirigea ensuite au noviciat assomptionniste de Livry,
dirigé par le père Ernest Baudouy. Au terme du postulat, le 10 août, le père Emmanuel Bailly (qui deviendra supérieur général de l’assomption
de 1903 à 1917) lui demande ses intentions, il lui répondra « je reste ». À cette date, il lui donne l’habit religieux sous le nom de frère Ludovic.
Le 6 septembre 1896, il part pour l’Asie mineure. Dès le 28 septembre, il réside et étudie au noviciat de Phanaraki en Turquie dirigé par le Père Félicien Vanden Koornhuyse où le frère Auguste Claudet
a contribué à aménager une chapelle. (De 1867 à 1897, Phanaraki est l’une des quatre résidences établies par les Assomptionnistes dans l’agglomération de Constantinople, la plus ancienne, Koum-Kapou est située sur la rive européenne, elle date de 1882, les trois autres sont implantées au-delà du détroit du Bosphore sur la côte asiatique : Haidar-Pacha, Kadıköy, et Phanaraki). Le noviciat s’était établi à Phanaraki pour permettre aux religieux de bénéficier de la loi militaire du 15 juillet 1889 qui prévoyait d’exempter du service les religieux voués à l’enseignement en Orient.
Le 6 septembre 1898, il est reçu à la Profession perpétuelle à Phanaraki ; il se consacre définitivement à la vie religieuse.
De 1898 à 1902, il enseigne au collège de l’assomption de Koum-Kapou. En dépit des excommunications fulminées par le patriarcat de Constantinople, cette maison catholique recevait les enfants musulmans, orthodoxes ainsi que des fils d’imams et de popes.
En 1902, il se replonge à Jérusalem dans les études théologiques et scripturaires jusqu’en 1904, études qu’il achèvera à Kadıköy en 1905.
Parmi les excursions archéologiques qu'il a effectuées, il aimera évoquer celle qui s’est déroulée du 4 au 26 juin 1903 à Bosra. Elle était en partie subventionnée par la société de géographie. À cette occasion, il parcourt la Transjordanie à la recherche des inscriptions portées sur les bornes milliaires enfouies le long de la voie romaine qui relie Damas à Pétra en direction du golfe d'Aqaba (ou golfe d'Eilat).

### Prêtre en Turquie
Il a été ordonné prêtre le 23 octobre 1905 sur les rives du Bosphore à l’âge de 28 ans.
À cette occasion, il retourne en France pour un séjour de sept semaines.
À son retour en Turquie, le père Ludovic enseigne dans les écoles des missions de Phanaraki (anciennement Fenerbahçe) entre 1905 et 1907, puis celle de Kadi-Keuï de 1907 à 1908.
En 1908, il est chargé de liquider une ferme située à Kara-Agatch, près d’Andrinople (aujourd’hui Edirne) situé en Turquie près de la frontière bulgare. Cette ferme aux bénéfices problématiques avait été créée en 1881 par le père Galabert (pionnier en 1862 de la présence assomptionniste en Bulgarie) pour recueillir des orphelins qui, selon lui, seraient à l’origine d’un village chrétien. Il y enseigne dans cette ville entre 1908 et 1909.
À partir de 1909, sa mission se stabilise à Eskişehir (ville qui fut fondée près des ruines de l'ancienne Dorylée et qui comportait 30 000 habitants en 1900). Cette cité est à cette époque le principal centre ferroviaire de la Turquie, reliée à Constantinople, Ankara, Smyrne et Adana. Les assomptionnistes et les pères oblates y sont présents depuis 1891 et s’y dévouent dans trois établissements : un collège dirigé par neuf religieux et deux écoles animées par une quinzaine de sœurs. Il y a également dans ce complexe l’église Sainte-Croix. Ce district des pères assomptionnistes couvrait un territoire de 250 km sur 350 km et comprenait Angora (capitale de la Turquie à partir de 1923, officiellement appelée depuis 1930
Ankara).

### Participation à la Grande Guerre
En 1914, les Turcs se rangent du côté des Empires centraux et tous les missionnaires doivent quitter Eskişehir.
Le père Ludovic Marseille est mobilisé et incorporé en octobre 1915 dans les zouaves territoriaux dans l’île de Mytilène au nord de Smyrne. Là, il est affecté au quartier général comme vaguemestre-infirmier, tous les jours, il se rend à dos d’âne à la base navale distante de 15 km. Il rejoint Flórina face à Monastir (l’actuel Bitolj) au carrefour des frontières grecque, albanaise et yougoslave.
En 1917, à la faveur d’une permission militaire, il revient voir sa mère à Nîmes après douze années de séparation.
En 1918, il participe jusqu’à Belgrade à l’offensive victorieuse menée en septembre par le maréchal Franchet d'Espèrey contre les Bulgares, les Turcs et les Austro-Hongrois.
Il est décoré de la croix de guerre Française et de la médaille d’or serbe.
En 1919, il est convoqué à Constantinople pour se faire démobiliser qu'il atteint après douze jours de voyage. Devant la possibilité qui lui est offerte de rejoindre sans tarder Eskisehir, il renonce à un retour en France. Il y fait sa rentrée en tenue de zouave, la barbe martiale, une caisse sous le bras, et se présente à Ismet Pacha : « je suis le Père Ludovic ». Le fonctionnaire veut faire arrêter cet étrange visiteur qui s'exprime en un turc impeccable, se dit « papa » (religieux prêtre) et porte le fez.
Le père exhibe en vain ses papiers en règle. Mais la population, prévenue de son retour, accourt et manifeste son enthousiasme sous les fenêtres d’Ismet Pacha qui se confond alors en politesses et relâche le père Ludovic.
Les armées anglaises occupantes ont laissé peu de chose de la mission. Mais le père Ludovic ne se décourage pas « Au lieu de regarder en arrière, je préfère penser à ce que nous pourrons faire pour le relèvement des œuvres ». Il a auprès de lui comme compagnon le frère Joseph Azéma qui fait la cuisine et apporte au moment du repas une marmite en terre cuite, leur unique plat pendant longtemps.

### Guerre gréco-turque
Le Père Ludovic ne tarde pas à être pris dans le remous de la guerre gréco-turque.
Au lendemain de l'armistice du 31 octobre 1919, Eskisehir reste convoité. Le démembrement imposé par le traité de Sèvres en 1920, réveille un nationalisme turc canalisé par Gâzi Mustapha Kémal (futur Atatürk).
En 1920, au cours du blocus d'Eskişehir
par les armées grecques et turques, il reçoit une lettre transmise par le père Fulbert Cayré lui annonçant le décès de sa mère survenue six
mois plus tôt.
Encouragés par les Anglais, les Grecs arrivent en juillet 1921 aux portes d'Eskişehir où s'est replié l'état-major du généralissime Ismet Pacha (qui sera plus tard Président de la République). Les soldats turcs évacuent la ville. La municipalité demande au père Ludovic d'aller au-devant des vainqueurs et d'obtenir que la ville soit épargnée. Le général grec Geórgios Polymenákos (1859-1942) agrée sa demande et se fait présenter par le père les membres de la municipalité.
En août 1922, les troupes kémalistes reprennent l’offensive et c’est au tour des Grecs d’évacuer Eskişehir. Ils ont promis au père Ludovic d’épargner la ville et de la remettre par son intermédiaire aux autorités turques. Mais leur parole n’est pas tenue et avant de se retirer, le 1er septembre 1922, les Grecs pillent les magasins, massacrent les Turcs et incendient la ville. Des représailles sanglantes étaient à craindre de la part des irréguliers turcs. Ainsi, pour éviter un massacre, le père Ludovic fait évacuer par trains de la ville les chrétiens et les communautés des pères et des sœurs. Leur convoi précède la locomotive chargée de détruire les rails et les ponts. De la gare, les missionnaires voient les incendies de leurs trois maisons ainsi que celui de l’église Sainte-Croix. Après 140 km parcouru en 26 heures, à Brousse, le père Ludovic Marseille oblige les camions de munitions à prendre en surcharge tous les évacués présents dans le train soit environ 700 personnes.

### Reconnaissance
Par un décret en date du 22 juillet 1922 émanant du ministre des affaires étrangères, le 2 octobre 1922, le Général Maurice Pellé haut commissaire de France à Constantinople épingle sur le camail du père Ludovic Marseille la croix de chevalier de l’ordre national de la légion d’honneur
et cite dans son discours « Marseille Jean Marie, directeur des écoles françaises d’Eski-Chéir en Anatolie a rendu les plus remarquables
services à notre influence dans des circonstances graves par l’autorité de son caractère et de son courage ».
En octobre 1922, le plénipotentiaire de France Henry Franklin-Bouillon (1872-1932), tint à ramener le père Ludovic sur son propre croiseur, le Metz et prit à sa charge les frais de voyage jusqu’à sa communauté de Paris, alors rue du Général-Camou.
En septembre 1925, Albert Sarraut (ambassadeur de France en Turquie) intervient pour éviter son expulsion,.
Le 3 juillet 1928, la sacrée Congrégation pour la propagation de la foi accorde l'érection canonique à Ankara demandée par Mgr Angelo Rotta, délégué apostolique. La maison d'Ankara sera construite par l'architecte Guistiniani elle accueillera une petite chapelle ainsi que la nouvelle Chancellerie et l'ambassade de France. Puis plus tard une école.
Du 15 juillet au 15 août 1931, il revient en France et séjourne un mois dans sa famille à Montfavet dans la banlieue d’Avignon où résident son frère Joseph, sa marraine Marguerite et sa nièce Andrée.
Entre le 13 et le 16 août 1931, il se rend à Alexandrie à bord du Lotus où il rencontre le secrétaire de l’ambassadeur de France puis au Caire, Matareh, Héliopolis et Port-Saïd (où il est reçu par le secrétaire de l’ambassade d'Égypte) puis il encadre le pèlerinage qui part de France pour Jérusalem entre du 20 au 30 août 1931, après quoi, il retourne directement à Ankara le 12 septembre en passant par Nazareth le 2 septembre, Beyrouth le 3 septembre où il est invité par M. Reclas, délégué du haut-commissariat, ainsi que par l'amiral Émile François Deville commandant la division du levant. Puis Alep, Konia avant de rejoindre Ankara.
Le 20 juin 1933, il reçoit la visite du général Gouraud (grand blessé des Dardanelles) qui vient inaugurer un monument dressé en souvenir des morts. Il l’accompagne chez le général Mustapha Kémal Pacha (que le père Ludovic Marseille connaît depuis 1924).
Le 4 août 1933, Charles de Chambrun, ambassadeur de France en Turquie depuis 1928 et avec qui il entretenait des contacts réguliers, est nommé à Rome. Il est remplacé par Albert Kammerer qui était précédemment en poste à Rio de Janeiro.
Avant de partir, il lui a dédicacé une photo « au révérend Père Ludovic Marseille, en souvenir d’une collaboration affectueuse. Son ami, Charles de Chambrun 1928-1933 ».
Le 15 août 1933 il est à Eski-chéir, quatre jours plus tard à Constantinople, le 2 septembre à Ankara.
Les 11 et 12 septembre 1933, il rencontre Édouard Herriot venu à Ankara avec un sénateur et le député Paul Bastid qui été déjà venu à Ankara en 1926, ainsi que le ministre turc des affaires étrangères
Le 25 mai 1934, il reçoit la visite à Ankara du président de la chambre de commerce de Marseille M. Bancal, du vice-président du conseil municipal de Paris Félix Lobligeois ainsi que du conseiller municipal de Paris M. Fiquet. Ils viennent pour faire des articles sur la Turquie. Il les accueille en gare.
Le 14 avril 1935, il est reçu à Ankara par le ministre aux affaires étrangères turc.
Le 20 mai 1935, le ministre de l’intérieur turc lui offre un habit civil. C’est le premier religieux à porter cet habit en Turquie.
Du 6 au 8 février 1936, il fait un va-et-vient à Rome (Lungotevere) avec le Simplon Orient Express (entre Constantinople et Venise) payé par l’ambassadeur d’Angleterre. Il dispose d’un passeport diplomatique ainsi que des laissez-passer délivrés à Ankara par les ambassades bulgare, serbe et italienne pour effectuer ce voyage.

### Installation à Paris et décès
Courant 1936, le père Ludovic quitte Ankara pour venir régler quelques affaires à Paris. C'est pour lui un départ définitif de sa terre d'adoption, sans regard en arrière. À 59 ans, il accepte un service pastoral à l'église parisienne de Saint-Pierre-du-Gros-Caillou tout en résidant d'abord à l'avenue Bosquet, puis à la rue François-Ier. À partir de 1958, Son activité principale est celle du confessionnal. Il dirige et oriente vers la vie religieuse ou le Tiers-ordre augustinien de nombreuses jeunes filles.
Le 6 juin 1938, il est à Paris et participe au Congrès eucharistique tenu à Budapest (qui réunit treize cardinaux et trois cents évêques). À son retour, il passe par Vienne et Innsbruck.
Entre 1945 et 1963, il vient une dizaine de fois à Saint-Saturnin-lès-Avignon (Vaucluse) voir son frère Joseph, sa nièce Andrée Rousset et sa famille.
Le père Ludovic meurt le 10 février 1964, à l'âge de 87 ans, peu de temps après avoir communié. Il est inhumé à Paris au cimetière du Montparnasse dans le caveau des Pères assomptionnistes.

## Distinctions
- Croix de guerre 1914-1918
- Médaille d'or de la Serbie pour « services zélés » 1918
- Chevalier de la Légion d'honneur
- Officier d'Académie
- Médaille militaire
- Médaille commémorative d'Orient
- Médaille interalliée 1914-1918